# ماكس إبراهام (ملحن)
ماكس إبراهام (بالألمانية: Max Abraham) هو ملحن ألماني، ولد في 3 يونيو 1831 في غدانسك في بولندا، وتوفي في 8 ديسمبر 1900 في لايبزيغ في ألمانيا.